# Tunesiens håndboldforbund
Tunesiens håndboldforbund (FTHB, fransk: Fédération Tunisien de handball, arabisk: الجامعة التونسية لكرة اليد) er det styrende organ for håndbold i Tunesien.
Forbundet blev grundlagt i oktober 1956, og har været medlem af IHF siden 1962. De har også været medlem af African Handball Federation siden 1974. Samtidig bestyrer de også landsholdet for mænd og landsholdet for kvinder. Forbundet hed oprindeligt Ligue tunisienne de Handball , og fik dere nuværende navn i juli 1957. Seks hold deltog i den første håndboldturnering de afholdte

## Præsidenter
| År        | Navn                 |
| --------- | -------------------- |
| 1956–1963 | Jalel Agha           |
| 1963–1965 | Noureddine Kedidi    |
| 1965–1966 | Abdelhamid Bellamine |
| 1966–1974 | Slim Ben Ghachem     |
| 1974–1980 | Abdelhamid Mlayeh    |
| 1980–1982 | Ali Toumi            |
| 1982–1986 | Abderrazak Naccache  |
| 1986–1988 | Bechir Ben Aissa     |
| 1988–1992 | Mouldi Ayari         |
| 1992–1994 | Afif Kilani          |

| År        | Navn                          |
| --------- | ----------------------------- |
| 1994–1998 | Rafik Khouaja                 |
| 1998–2002 | Youssef Kortobi               |
| 2002–2004 | Rafik Khouaja                 |
| 2004–2006 | Youssef Kortobi               |
| 2006–2008 | Yassine Boudhina              |
| 2008–2012 | Mehdi Khouaja                 |
| 2012–2014 | Karim Hleli                   |
| 2014–2021 | Mourad Mestiri                |
| 2022–2022 | Youssef Kortobi (midlertidig) |
| 2022–     | Karim Helali                  |